# Средиземноморская плодовая муха
Средиземноморская плодовая муха (лат. Ceratitis capitata) — вид мух-пестрокрылок (Tephritidae) из трибы Ceratitidini. Опасный вредитель плодовых культур. Карантинный объект. Длина имаго 3,5—5 мм. Крылья пёстроокрашенные с тёмными прерывистыми перевязями. Распространена на территории многих стран Европы, Азии, Африки, Америки, Австралии, Океании. В России вид отсутствует, но является объектом карантина, так как личинки легко развозятся с плодами. Личинки повреждают плоды более 200 видов растений. Карантинные мероприятия сводятся преимущественно к зимним срокам завоза и термическому или химическому обеззараживанию плодов.

## Описание
Мелкие мухи-пестрокрылки: длина тела имаго — от 3,5 до 5 мм, пупарии (куколки) — от 4 до 4,3 мм, личинки — от 7 до 9 мм; самки крупнее самцов. Окраска пёстрая. Голова крупного размера, беловато-серого цвета, с большими красными глазами, отливающими зеленоватым блеском. Грудь чёрного цвета с желтовато-белыми линиями и пятнами, на плечах имеются белые кольца. Брюшко жёлтого цвета, с двумя поперечными свинцово-серыми полосками. Крылья широкие, с двумя поперечными и одной продольной дымчато-серыми полосками. Ноги охристо-желтого цвета. Длина яйцеклада от 0,9 до 1,3 мм.

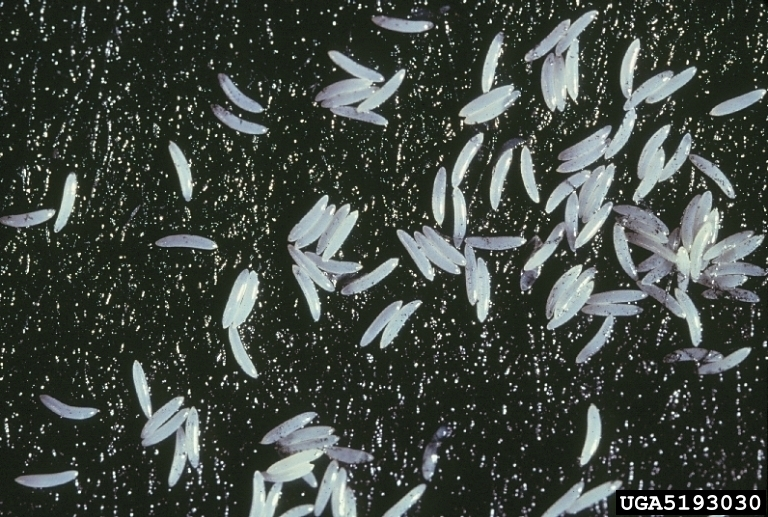
Яйца
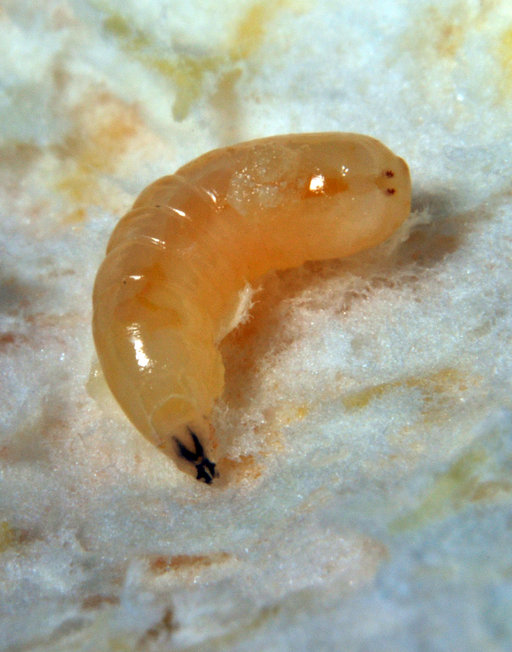
Личинка
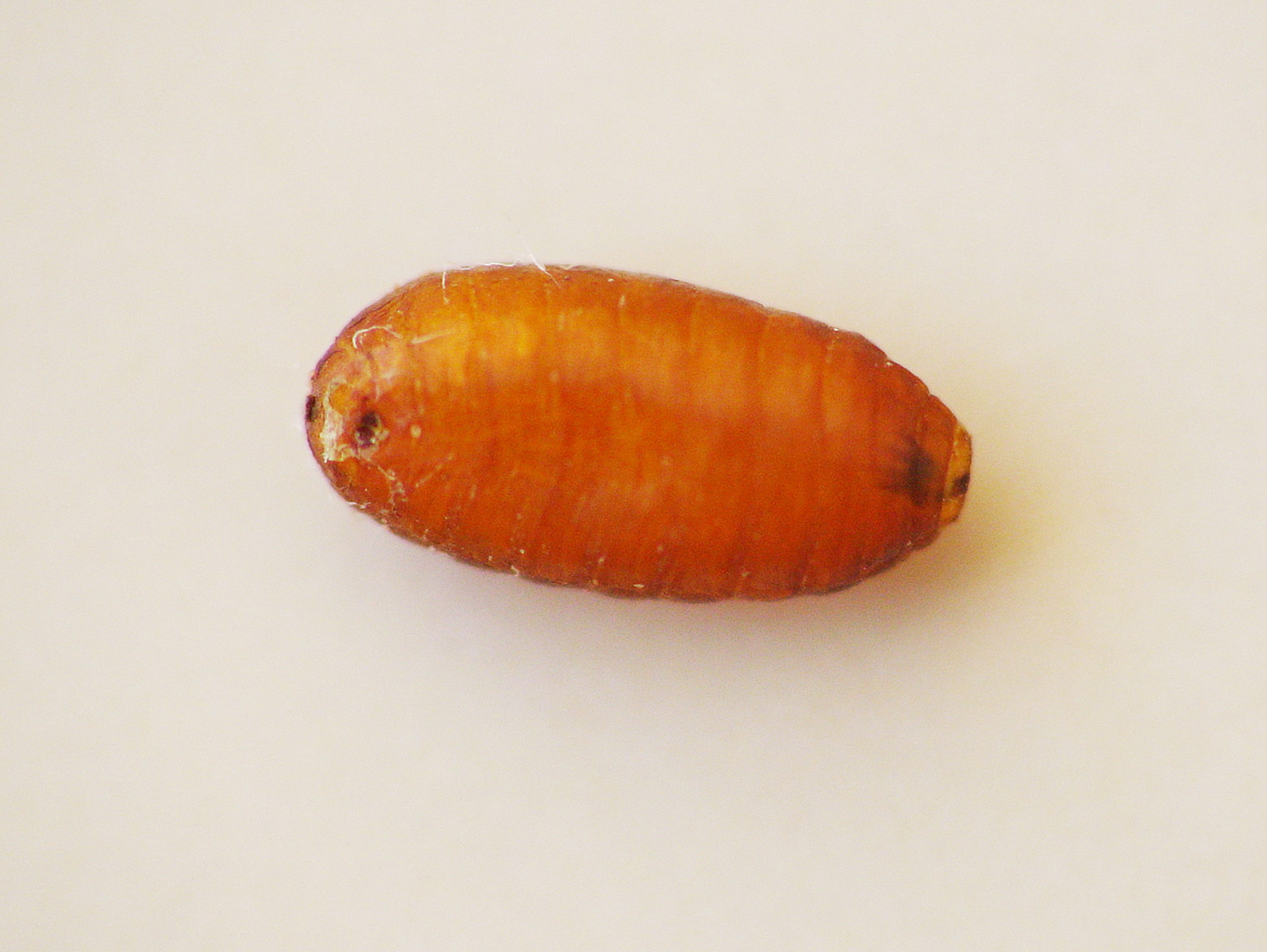
Пупарий
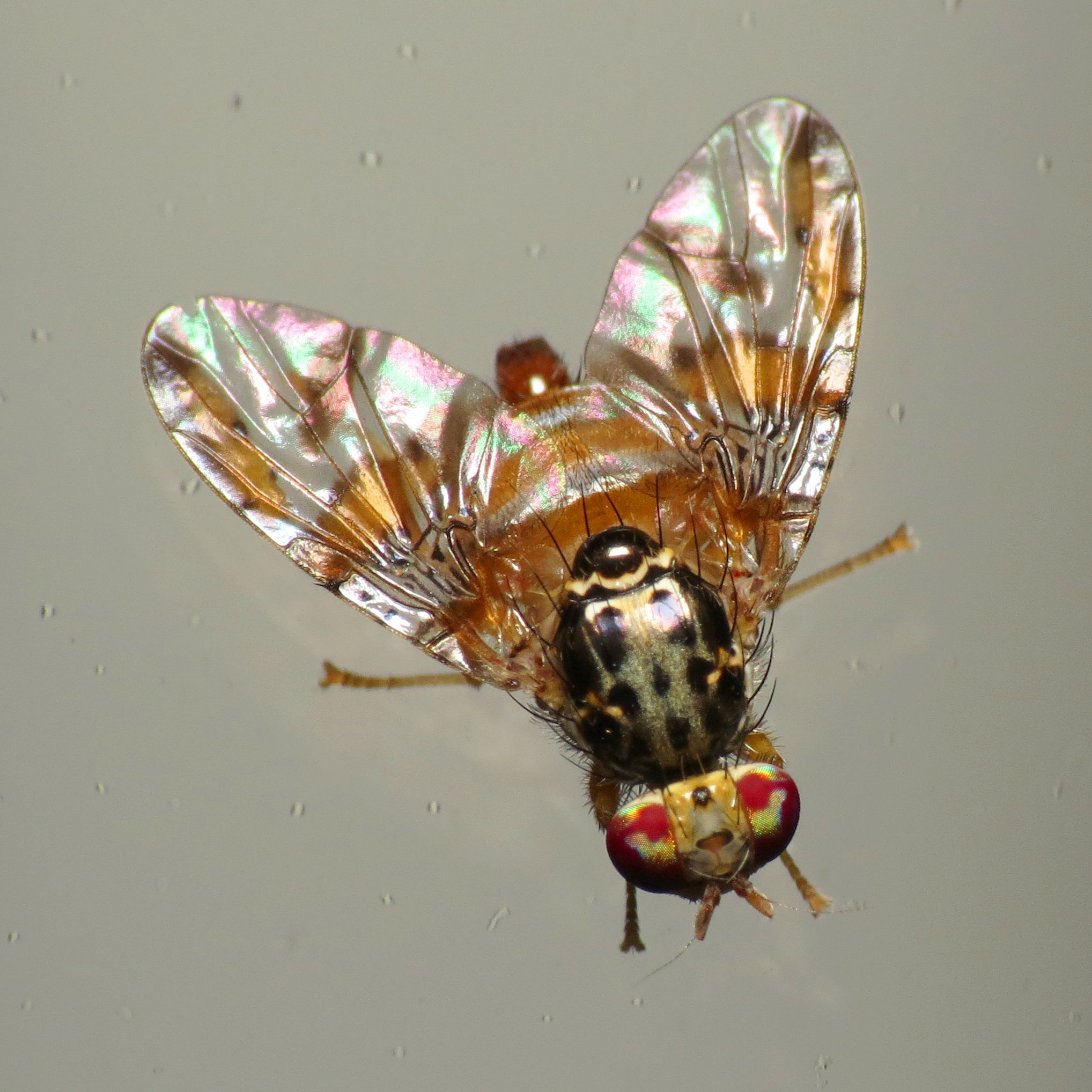
Самка
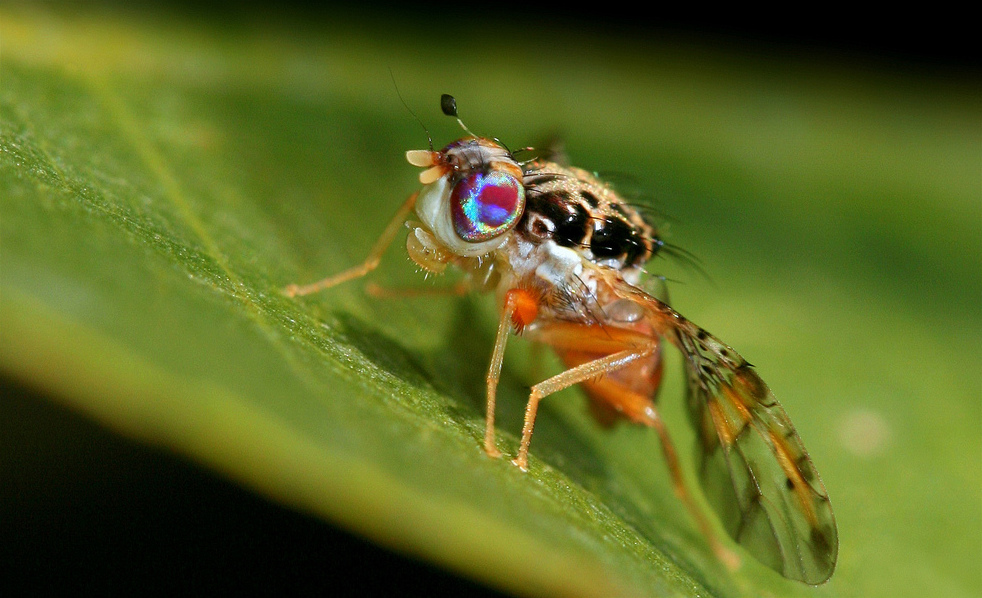
Самец

Голова самки беловато-серого цвета, её хоботок отличается темной полоской. Усики состоят из 3 члеников и щетинки, 1-й и 2-й членики окрашены в бурый цвет, 3-й членик серовато-бурый, щетинка бурого цвета. Ноги самки с тремя свинцово-серыми поперечными полосками со стороны спины. Брюшко самки сплющенное и изогнутое, пигидий темный. Сидя, самка опускает свои крылья. Половой диморфизм слабо выражен. Самцы отличаются от самок расположенными около внутреннего края задней части глаз двумя крупными модифицированными щетинками, которые заканчиваются ромбовидными затемнёнными лопастями.

### Внешне сходные виды
На средиземноморскую плодовую муху похожа вишневая муха (Rhagoletis cerasi). Последняя характеризуется чёрным телом и брюшком, среднеспинкой с серо-опыленными продольными полосами, брюшком с поперечными полосами жёлто-серого цвета. На её крыльях располагается по 4 поперечных полосы тёмно-бурого цвета. В средней области переднего края крыла между 2-й и 3-й полосками проходит короткая буроватая полоска, ограниченная костальной и радиальной жилками.
Также внешним сходством со средиземноморской плодовой мухой обладает чаще встречающаяся облепиховая муха (Rhagoletis batava).

## Биология

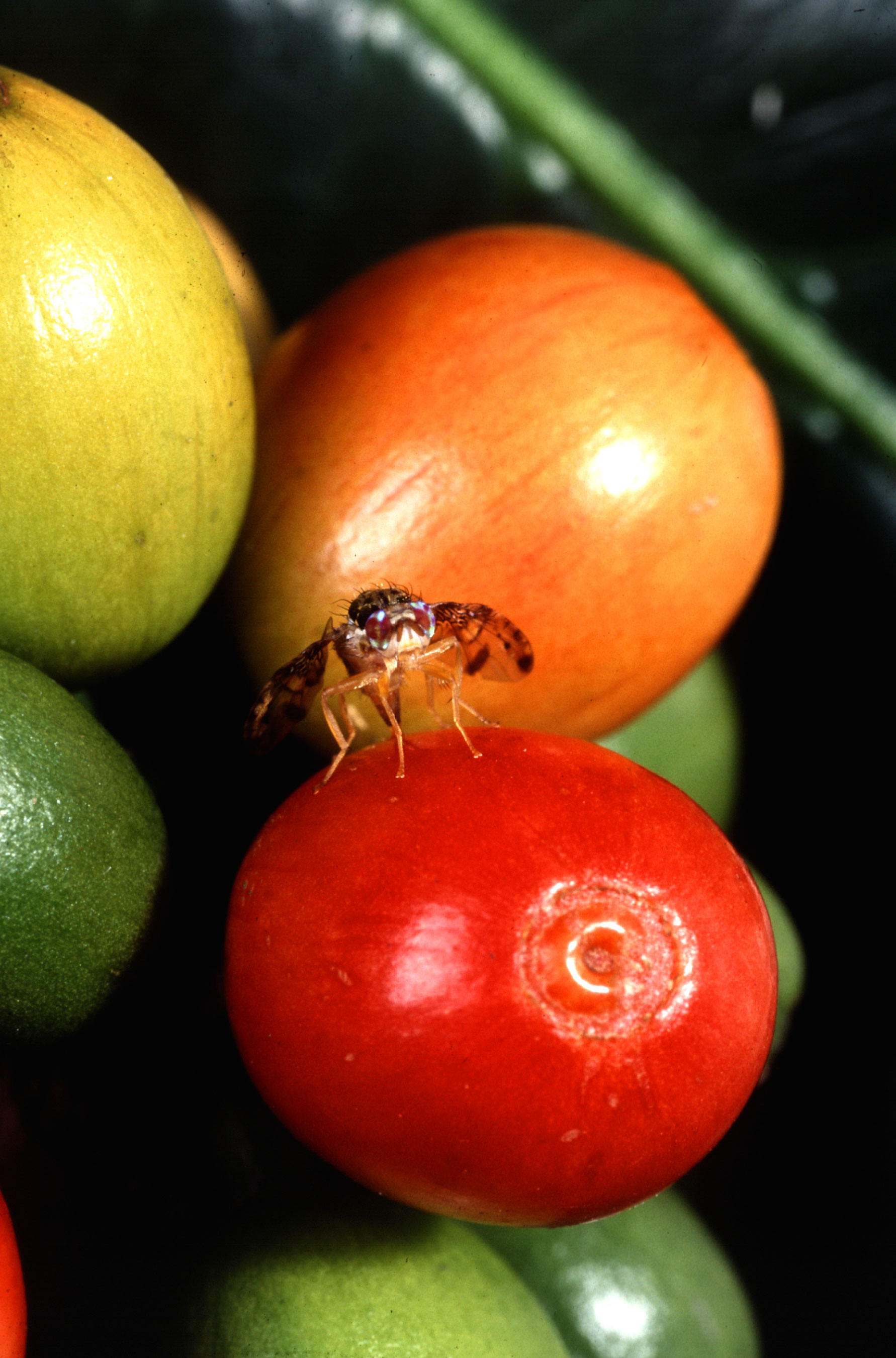
Самка, откладывающая яйца

Самка мухи прокалывает своим яйцекладом кожицу плодов и откладывает в них по несколько штук изогнутых яиц длиной от 0,5 до 0,9 мм, имеющих желтоватый либо кремовато-белый цвет. Поверхность яйца имеет характерный сетчатый рисунок. Самка откладывает около 10 яиц в сутки (от 1 до 22), или за всю свою жизнь до 800 (обычно около 300). Эмбриональное развитие занимает один — два дня. Из яиц выходят белого цвета безногие личинки, питающиеся мякотью плодов. Личинки рождаются длиной около 1 мм. По мере загнивания мякоти повреждаемого плода, они продвигаются к его середине. Личинка безногая и достигает длины 7—9 мм. Её тело состоит из 12 члеников с тонким передним концом и с ротовым аппаратом чёрного цвета. Передние дыхальца состоят из 9—11 выростов, имеющих пальцевидную форму. Задний конец тела тупой, несёт на себе задние дыхальца с тремя дыхательными щелями. Личинки проходят 3 стадии развития и заканчивают свое развитие за 2—3 недели (в среднем за 6—10 суток при температуре около 25 °C), достигая к концу развития длины около 10 мм. Вид и состояние плодов, в которых питаются личинки, может влиять на длительность развития. Например, на цитрусовых (особенно в лимонах) развитие личинок личинок длится от 14 до 26 дней, а на зелёном персике от 10 до 15 суток. Оптимальной температура воздуха для развития личинки является промежуток от 20 до 28 °С (развитие прекращается при температуре ниже 12 °С). Окончив развитие, личинки выходят из плодов (такие поврежденные плоды опадают ранее обычного срока) и окукливаются в верхнем слое почвы. Личинки способны к прыжкам, благодаря чему пупарии могут быть обнаружены в радиусе до 3 метров от упавшего плода, в котором происходило развитие. Пупарий, заключающий в себе куколку, достигает длины 4—5 мм. Он характеризуется овальной, немного вытянутой формой. Окраска его покровов варьирует от жёлтой до тёмно-коричневой. Стадия куколки длится 7—10 дней.
На Гавайских островах размножение вида происходит непрерывно: до 15—16 поколений в год. В Бразилии и на Кипре — 8—9 поколений, в Италии — 6—7 поколений, а в Австрии и Западной Германии — 2 поколения в год.

## Распространение
Инвазивный вид, который был интродуцирован на многие материки. Впервые обнаружен в Южной Америке (по другой информации родиной является Средиземноморье). В начале XIX века вместе с плодами был завезён в Италию и Францию, позднее его обнаружили в Австрии, Испании, Португалии, Греции и других странах Европы. В СССР вид впервые был обнаружен в 1937 и 1964 годах в южных портовых городах (Одесса и Севастополь соответственно). На территории России средиземноморская плодовая муха отсутствует, однако при возникновении благоприятных условий есть опасность акклиматизации вида в районах Северного Кавказа, на Черноморском побережье, в Астраханской, Волгоградской и Ростовской областях. Имеются отдельные сообщения о том, что в естественных природных условиях на территории России средиземноморская плодовая муха выявлена в Краснодарском крае (Новороссийск, Анапа), однако эти находки представляют собой единичные очаги в течение одного сезона и не свидетельствуют об акклиматизации вида.
Глобальный ареал включает Африку, Северную, Центральную и Южную Америку, Австралию и Новую Зеландию.
В США вид впервые найден в 1907 году на Гавайских островах, в 1929 году — во Флориде, в 1966 — на территории Техаса, в 1975 — в Калифорнии.
Расселяется данный вид, главным образом при экспорте и импорте поражённой им растительной продукции. Взрослые мухи переносятся различным транспортом, чему способствует их возможность жить без корма около недели, а при его наличии и больший промежуток времени, до 6—8 месяцев.
- Европа: Австрия, Албания, Германия, Греция, Испания, включая Канарские острова, Италия, включая Сардинию и Сицилию, Мальта, Нидерланды, Португалия, включая Азорские острова и Мадейру, Франция, включая Корсику, бывшая Югославия
- Азия: Израиль, Индия, Индонезия (о. Ява), Иордания, Кипр, Ливан, Саудовская Аравия, Сирия, Турция
- Африка: Алжир, Ангола, Бенин, Буркина-Фасо, Бурунди, Габон, Гана, Гвинея, ДР Конго, Египет, Зимбабве, Кабо-Верде, Кения, Конго, Кот-д’Ивуар, Либерия, Ливия, Маврикий, Мадагаскар, Малави, Мали, Марокко, Мозамбик, Нигерия, о. Реюньон, Сан-Томе и Принсипи, Сенегал, Сейшелы, Судан, Танзания, Того, Тунис, Уганда, ЮАР
- Северная Америка: США, включая Гавайи, Бермуды
- Центральная Америка: Гватемала, Коста-Рика, Никарагуа, Панама, Сальвадор, Ямайка
- Южная Америка: Аргентина, Бразилия, Боливия, Венесуэла, Колумбия, Парагвай, Перу, Уругвай, Чили
- Австралия, включая Тасманию, Новая Зеландия

## Экономическое значение

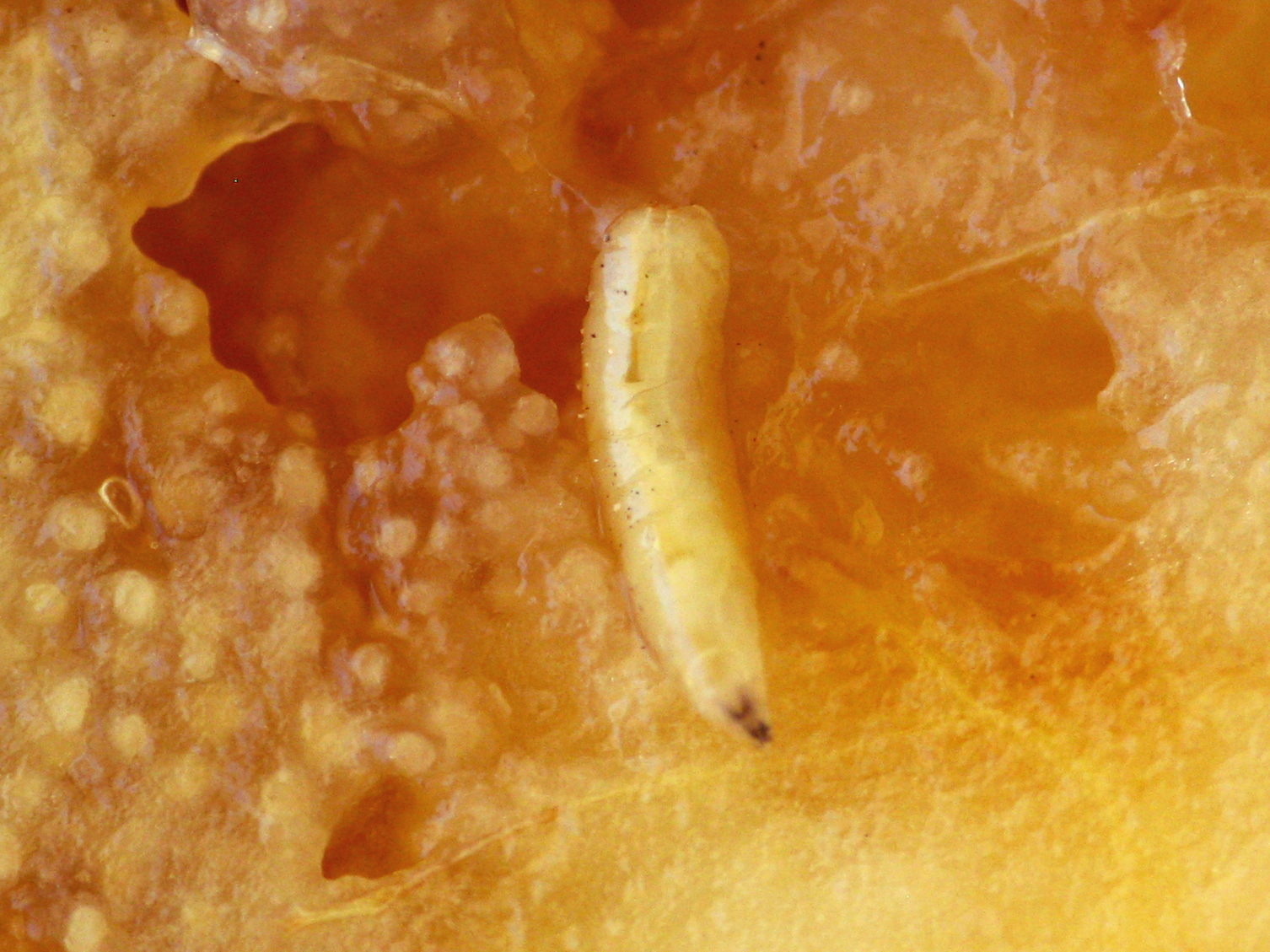
Личинка, развивающаяся в плоде персика

Опасный инвазивный вид, карантинный объект, вредитель плодовых культур.
Повреждают плоды более чем 200 видов различных растений плодовых и овощных культур, преимущественно цитрусовых (лимон, апельсин, мандарин, грейпфрут), а также гранат, бананы, инжир, хурму, персики, абрикосы, сливы, черешню, яблони, авокадо, кофе, землянику, финик, виноград, помидоры, баклажаны, болгарский перец и др.
Поврежденные личинками плоды преждевременно опадают. В местах повреждения мякоть плодов разрушается, хотя внешне они сохраняют здоровый вид. При яйцекладке повреждается кожура, что способствует гниению плодов и развитию плесени. В районах распространения вида, при случаях его массового размножения, муха может полностью уничтожать урожай плодов, овощей и винограда. Муха повреждает и уничтожает в некоторых странах Средиземноморья и Южной Америки от 30 до 100 % плодов таких важных культур как персик, абрикос и слива.

## Меры борьбы
Строгий карантин. Вводится запрет на ввоз плодов и овощей из местности, зараженной вредителем, в другие районы и страны, где вредителя нет. Проводится обеззараживание импортных плодов в контрольных карантинных пограничных пунктах и в портах с последующим повторным обеззараживанием в местах реализации.
Проводятся обследования овощных насаждений, с отбором овощей с повреждениями, похожими на те, которые наносятся личинками мухи, и отправка их в карантинную лабораторию для определения.
С целью обнаружения мух в хозяйствах, где возможно её размножение, там устанавливают специальные светоловушки и ловчие ёмкости с патокой, на которые прилетают привлекаемые ими насекомые.
Агротехнические мероприятия включают сбор заражённых и опавших плодов в местах скопления вредителя и дальнейшее их уничтожение.
Химический способ борьбы заключается в проведении фумигации ввозимой продукции неорганическими фумигантами. Вредителей отлавливают ловушками, содержащими аттрактивные вещества (ангеликовое масло, бродящая патока, тримедлюр). Наиболее распространённый практически во всех странах прием защиты плодов — применение инсектицидов (против взрослых мух применяют карбофос, БИ-58, синтетические пиретроиды).
В США разработана специальная программа «Moscamed» по распространению стерильных самцов средиземноморской плодовой мухи, которая применяется на сопредельных территориях Центральной Америки (Мексики, Гватемалы и других). Попытки использовать различные биологические методы для борьбы со средиземноморской плодовой мухой (например, паразитов яиц и личинок) особых успехов не принесли.
В одном только штате Калифорния (США) было потрачено более 150 млн долларов на десять программ по борьбе с этим вредителем.

## Систематика
Вид был впервые описан в 1824 году немецким натуралистом и энтомологом Христианом Рудольфом Вильгельмом Видеманном (1770—1840) под первоначальным названием Tephritis capitata Wiedemann, 1824. Включён в состав подсемейства Dacinae (триба Ceratitidini).